# Wagner Renan Ribeiro
Wagner Renan Ribeiro (Vukovar, 14 novembre 1987) è un ex calciatore brasiliano, di ruolo centrocampista.